# Данкан Скот
Данкан Вилијам Макнотон Скот (енгл. Duncan William MacNaughton Scott; Глазгов, 6. мај 1997) шкотски је пливач и репрезентативац Уједињеног Краљевства чија специјалност је пливање слободним, делфин и мешовитим стилом на 100 и 200 метара. Вишеструки је освајач бројних медаља на највећим светским такмичењима и британски рекордер.

## Каријера
У жижу британске спортске јавности Скот је доспео током 2013. године након што је на на националном првенству Шкотске за младе пливаче у Глазгову освојио чак 8 златних медаља. Нешто касније исте године на Европском олимпијском фестивалу младих освојио је укупно 4 медаље, злато на 200 мешовито, сребра на 400 мешовито и 4×100 мешовито, те бронзу на 4×100 слободно.
У јулу 2014. учестовао је на Европском јуниорском првенству у Дордрехту на ком је освојио златне медаље у тркама на 200 мешовито и 4×100 слободно, и бронзу на 4×200 слободно. Неколико недеља касније освојио је и сребрну медаљу за Шкотску у штафети 4×200 слободно на Играма Комонвелта у Глазгову. Након тога освојио је и злато у штафети 4×100 слободно на Олимпијским играма младих у Нанђингу.
На првим Европским играма које су одржане у Бакуу 2015, а на којима су се такмичили јуниорски пливачи, Скот је освојио чак 6 медаља, по 3 злата и сребра. Нешто касније исте године по први пут је наступио и на сениорском светском првенству у Казању где је као члан штафете на 4×200 слободно освојио златну медаљу и титулу светског првака.
Успео је да се квалификује за место у британском олимпијском тиму за ЛОИ 2016. у Рију где се такмичио у три дисциплине. Као члан штафета 4×100 мешовито (у финалу су пливали још и Адам Пити, Џејмс Гај и Крис Вокер Хеборн) и 4×200 слободно (Стивен Мајлн, Џејмс Гај и Данијел Волас) освојио је две сребрне олимпијске медаље, док је у појединачној трци на 100 слободно у финалу испливао нови лични рекорд од 48,01 секунди и заузео 5. место.
На светском првенству у Будимпешти 2017. наступио је у 5 дисциплина и у свих 5 дисциплина успео је да се пласира у финалне трке. У појединачним тркама на 100 слободно и 200 слободно био је пети, односно укупно четврти, док је у штафетама освојио једно злато на 4×200 слободно (Ник Грејнџер, Стивен Мајлн и Џејмс Гај), једно сребро на 4×100 мешовито (Џејмс Гај, Адам Пити и Крис Вокер Хеборн), те 5. место у трци 4×100 мешовито микс.
Година 2018. је била једна од најуспешнијих у дотадашњој Скотовој каријери. Прво је на Играма Комонвелта које су те године одржане у аустралијском Гоулд Коусту освојио чак 6 медаља (злато на 100 слободно, сребро и 4 бронзе), поставши тако првим шкотским спортистом који је на ејдним играма освојио више од пет медаља. Четири месеца касније на Европском првенству у Глазгову освојио је три златне и једну сребрну медаљу. У септембру исте године проглашен је за најбољег шкотског спортисту године.
На свом трећем узастопном учешћу на светским првенствима, у Квангџуу 2019. успео је да освоји две медаље, златну и бронзану. У финалу трке на 200 слободно Скот је заузео четврто место, али како је победник Данас Рапшис из Литваније накнадно дисквалификован због лошег старта, шкотски пливач је поправио пласман за једно место и додељена му је бронзана медаља. Током церемоније доделе медаља Скот је одбио да се рукује са победником трке, кинеским пливачем Суен Јангом, оптуживши га јавно за кориштење недозвољених стимуланса. Потом је у финалу трке на 200 мешовито заузео 5. место у финалу, да би на крају као члан штафете 4×100 мешовито, заједно са Питијем, Гајом и Гринбенком, освојио златну медаљу и титулу светског првака. Скот је своју деоницу слободним стилом у финалу испливао у времену 46,14 секунди, што се сматра другим најбољим резултатом у историји ове дисициплине.